# 9663 Zwin
A 9663 Zwin (ideiglenes jelöléssel 1996 GC18) a Naprendszer kisbolygóövében található aszteroida. Eric Walter Elst fedezte fel 1996. április 15-én.